# 一緒に
「一緒に」（いっしょに）は、2008年2月20日にリリースされた高杉さと美の4枚目のシングル。

## 概要
- アルバム『garden』と同時発売された。

## 収録楽曲

### CD
1. 一緒に （作詞：H.U.B. 作曲：吉田泰人）
2. diary （作詞：高杉さと美 作曲：宅見将典）
3. 一緒に -Instrumental-
4. diary -Instrumental-
5. 一緒に -Peaceful Acoustic Remix-
  - 初回盤のみbonus trackとして収録

### DVD
1. 一緒に music video
2. Making of“一緒に”
  - 初回盤のみbounus movieとして収録